# Киро Атанасовски
Кирил Атанасовски – Налбатот е югославски партизанин и народен герой на Югославия.

## Биография
Роден е през 1923 година в Кавадарци. Преди Втората световна война работи в магазина на баща си като ковач. Става член на ЮКП през 1941 година. През 1942 година става член на Местния комитет на ЮКП в Кавадарци. Заради успеха си в освободителното движение в Югославия и тиквешкия партизански отряд от 1943 година става член на Областния комитет на ЮКП в Тиквеш.
В началото на 1944 година нелегално отива в Кавадарци, където заедно с Димче Мирчев, секретар на областния комитет на ЮКП в Кавадарци успява да привлече 60 души за нуждите на Втора македонска ударна бригада. Вечерта на 7 април 1944 година българската полиция обгражда къщата, където са отседнали Мирчев и Атанасовски. Двамата не се предават и започват битка с полицията, а след като им свършват мунициите се самоубиват.
Кирил Атанасовски е провъзгласен за народен герой на Югославия на 11 декември 1951 година.